# Ветерщайн
Ветерщайн (на немски Wettersteingebirge) е планинска верига на границата между Австрия и Германия, в която се намира най-високият германски връх Цугшпице. Част е от т. нар. Баварски Алпи. Дълга е около 40 км и има леко извита форма с дъга обърната на юг. От юг е оградена от долината на река Изар, отвъд която е хребетът Миеминг, от север – от река Лайзах и притоците ѝ. Граничи с Лехталските и Амергауските Алпи на запад, с Карвендел и Баварските Предалпи на изток.
Хребетът е увенчан от редица скалисти и стръмни върхове, които предлагат чудесни условия за туризъм и алпинизъм. Те притежават внушителни (предимно северни) стени с голяма денивелация. Любимо място за алпинистите и ръбът Юбиеумсграт по склоновете на Цугшпице. Първенецът на района е следван от Шнеефернеркопф (2875 м), Цугшпицек (2820 м), Среден и Северен Ветершпице и др. Известен е връх Хохванер (2744 м). Системата SOIUSA разделя района на осем по-малки групи.
В северното подножие е разположен курортът Гармиш-Партенкирхен, домакин на Зимните олимпийски игри през 1936 г. Друга изходна точка за изкачване на масива е градчето Ервалд в Тирол (Австрия). Германският алпийски клуб поддържа шест хижи, включително Мюнхнер хаус на самия връх на Цугшпице. Оттук минава червената линия на високопланинския маршрут Via Alpina, както и Германският алпийски път – 500-километрово шосе, което се вие през Баварските Алпи.
От Гармиш до Цугшпице, освен пеша, се стига със зъбчата железница (75 минути) или спиращ дъха кабинков лифт, който тръгва от малкото езеро Айбзее, точно до града.
- Поглед към Цугшпице от хижа Хьоленталангер
- Панорамна площадка на върха на Цугшпице